# بورسعيد (فرقيطة)
بورسعيد هي فرقيطة والسفينة الثانية من فئة جوويند لدى البحرية المصرية وهي أول فرقيطة يتم بنائها بالكامل مصر داخل أحواض شركة ترسانة الإسكندرية.